# Лутовиновка (Липецкая область)
Лутовиновка — деревня в Измалковском районе Липецкой области.
Входит в состав Васильевского сельского поселения.

## География
Лутовиновка находится на левом берегу реки Семенёк, где образован большой Васильевский пруд.
Рядом проходит автомобильная дорога, имеется одна улица — Запрудная.

## Население
| 2010 |
| ---- |
| 3    |